# Vigilância em massa no Reino Unido

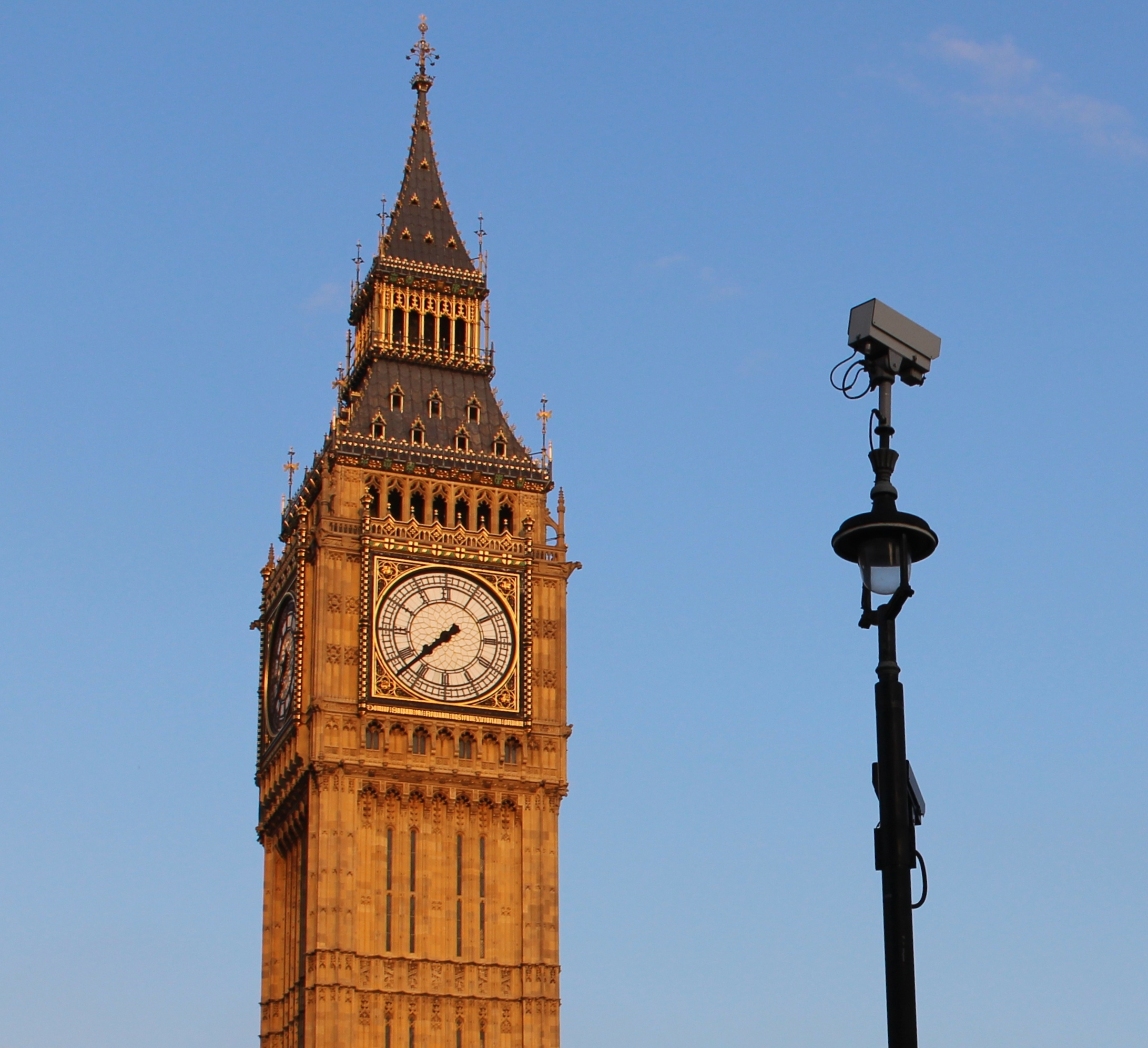
Câmera ao lado da Elizabeth Tower do Palácio de Westminster, Londres (2014)

O uso da vigilância eletrônica pelo Reino Unido aumentou a partir do desenvolvimento da inteligência de sinais e do pioneirismo na quebra de códigos durante a Segunda Guerra Mundial .  No período pós-guerra, a Sede de Comunicações do Governo (GCHQ) foi formada e participou de programas como a colaboração dos cinco olhos (Five Eyes) de nações de língua inglesa . Isto centrou-se na intercepção de comunicações electrônicas, com aumentos substanciais nas capacidades de vigilância ao longo do tempo. Uma série de reportagens nos meios de comunicação social em 2013 revelou capacidades de recolhimento e vigilância em massa, incluindo colaborações de recolha e partilha entre a  Sede de Comunicações do Governo (GCHQ) e a Agência de Segurança Nacional dos Estados Unidos. Estas eram habitualmente descritas pelos meios de comunicação social e por grupos de defesa das liberdades civis como vigilância em massa .  Existem capacidades similares em outros países, incluindo países da Europa Ocidental.  